# Cacajao ucayalii
Cacajao ucayalii és una espècie de primat de la família dels pitècids. Té la distribució més extensa del seu grup. Viu al nord del Perú (regió de San Martín), a la plana de l'est del Perú (regió de Loreto) i al nord de la regió d'Ucayali (entre el riu Ucayali i el riu Javari), així com a la zona limítrofa del Brasil, a la Sierra del Divisor.

## Morfologia
Igual que els seus parents més propers, C. ucayali es pot identificar pel cap vermell i calb, el pelatge llarg i grenyut i la cua relativament curta i peluda. El pelatge és rogenc, taronja rogenc o castany rogenc, sense la coloració blanca o groguenca pàl·lida de les espatlles i el clatell que es dona en C. rubicundus i C. novaesi. La part superior de la cua és de color vermell fosc o negrós.

## Estil de vida

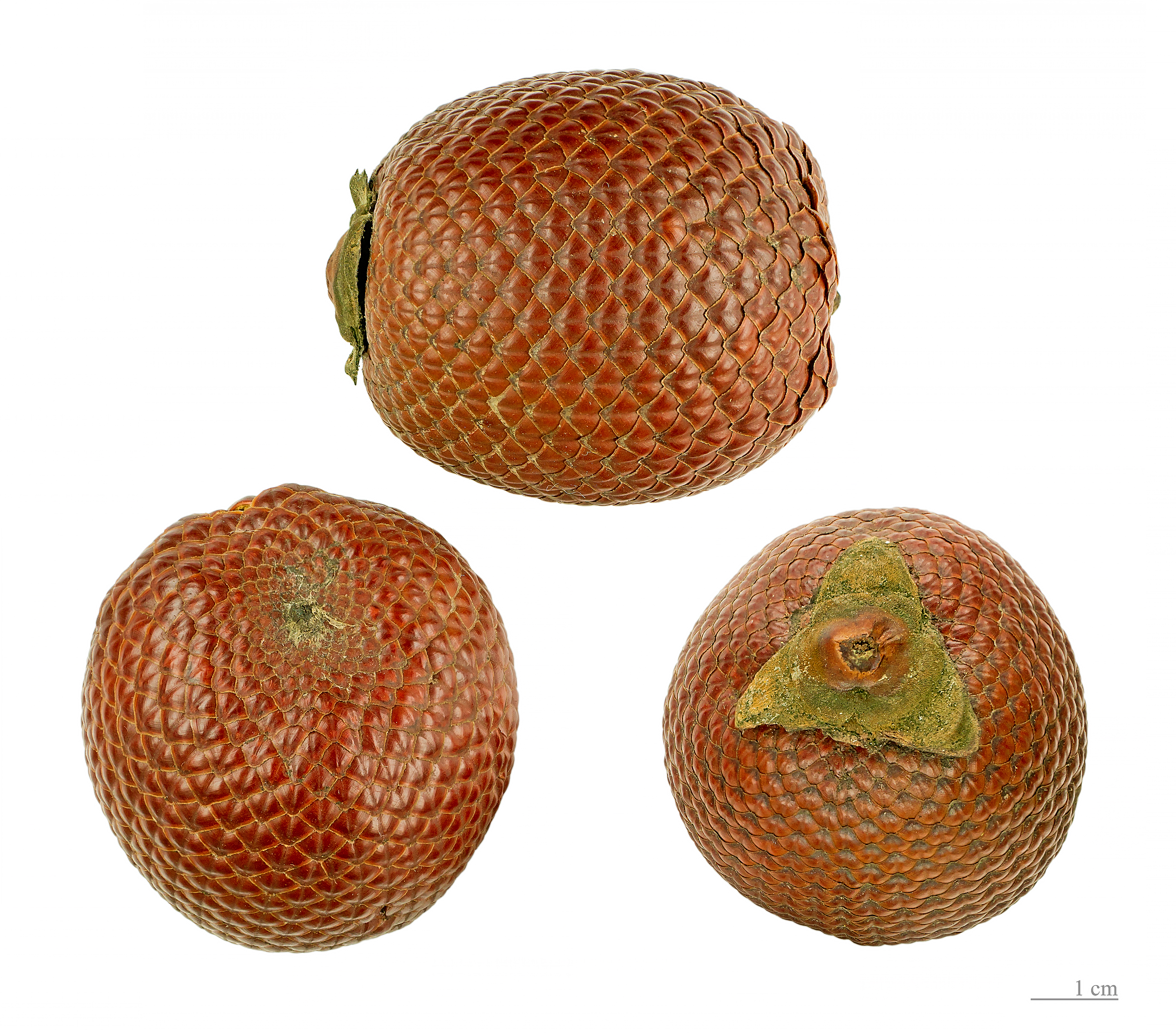
Fruits del buriti

C. ucayalii és l'única espècie que no viu només a les planes tropicals, sinó també als boscos montans, com ara a la Serralada Cahuapanas, on es troba a altituds de més de 1.400 msnm. Segons la disponibilitat d'aliment, els animals del nord-est del Perú privilegien la terra firme, la várzea i els aiguamolls amb palmeres. El territori d'un grup sol abastar una superfície de 500-1.200 ha, mentre que el moviment quotidià és força important per a un primat, car sol passar de 6.000 m. En una zona de recerca al riu Ucayali, el 55% de la seva dieta es componia de llavors dures o fruits de closca dura, mentre que el 39% consistia en fruits tous. Els mascles consumeixen més llavors dures que les femelles, mentre que els individus joves tendeixen a evitar-les. Aquest fet probablement té a veure amb la mida de la mandíbula. C. ucayalii també menja els fruits del buriti.

## Sistemàtica
C. ucayalii fou descrit pel zoòleg estatunidenc Oldfield Thomas el 1928. Durant molt de temps fou considerat una subespècie de C. calvus. El 2022, un estudi que descrigué l'espècie C. amuna també elevà diverses subespècies del uacari calb a la categoria d'espècie, incloent-hi C. novaesi. Tanmateix, els representants d'aquest grup tenen una relació molt propera i només han divergit en els últims 300.000 anys, a causa de la formació dels actuals sistemes de rius i illes fluvials.